# På den yderste ø
På den yderste ø er den første bog i trilogien om Odd, som gerne vil være kriger. Bøgerne er skrevet af Josefine Ottesen som er en fantasy forfatter. 
Historien handler om Odd der skyller ind på Berkanas ø, han bliver holdt som træl i mange år på øen, men det lykkedes ham at flygte. Han kommer ud for mange eventyr, og forhindringer hvor han møder masser af spændende folk, som træner ham stille i at blive en stor kriger. Odd kan blive meget vred og kan ikke styre det, men han får hjælp af sin smede mester til at styre det.
Bogen er mest til teenagere fordi den handler om emner der interesserer de unge fx sex.  
Univers Det foregår i et andet univers, det kan godt minde lidt om oldtiden på Jorden. Der findes ikke nogle maskiner eller ligne. I bogen kæmper de med sværd og lidt magi.
| Bog | Spire Denne artikel om bøger og tidsskrifter er en spire som bør udbygges. Du er velkommen til at hjælpe Wikipedia ved at udvide den. |